# Dalsfjall (kulle i Island, Västfjordarna, lat 66,15, long -22,60)
Dalsfjall är ett berg i republiken Island. Det ligger i regionen Västfjordarna, 230 km norr om huvudstaden Reykjavík.  Toppen på Dalsfjall är 524 meter över havet.
Det finns inga samhällen i närheten.